# زبان کیلی
کیلی (کیلن، کیرین، کیلا)، که به عنوان هزه یا به طور خاص قیلِئن (چینی: 奇勒恩؛ پین‌یین: Qílè'ēn) در زبان چینی شناخته می‌شود و همچنین به عنوان گویش Kur-Urmi زبان نانایی نیز شناخته می‌شود، یک زبان‌های تونگوزی در حال انقراض در روسیه و چین است. نانایی یک زبان تونگوسی جنوبی است و کیلی به طور سنتی به عنوان یکی از گویش‌های متنوع نانایی در نظر گرفته شده است، اما "احتمالاً به گروه شمالی تعلق دارد".